# Coregonus tugun tugun
Coregonus tugun tugun (Russisch: тугун toegoen) is een ondersoort van de straalvinnige vissen uit de familie van de zalmen (Salmonidae). De wetenschappelijke naam van de soort is in 1814 voor het eerst door Peter Simon Pallas geldig gepubliceerd. De soort is endemisch in Siberië

## Verspreiding
Het is een zoetwatervis die tot de houtingen behoort. De soort bewoont de rivieren die in de Noordelijke IJszee uitmonden, te weten de Ob in het westen tot aan de Jana in het oosten.  In het stroomgebied van de Beneden-Ob wordt hij aangetroffen in de zijrivieren die in de Oeral ontspringen.

## Kenmerken
Het lichaam is niet zo hoog en de dwarsdoorsnede is meer afgerond dan bij de andere soorten houtingen. De lengte is tot 20 cm, en de vis weegt tot 90 gram. Op de zijlijn bevinden zich  54-76 schubben.
Deze ondersoort heeft maar een korte levenscyclus: de meeste vis is in het tweede levensjaar al volwassen. Ze kunnen zo'n 6 jaar oud worden. Het dier voedt zich met plankton, schaaldieren en insectenlarven.

## Relatie tot de mens
Het is een waardevolle consumptievis, maar in de afgelopen 40 jaar is de vangst is met een factor 10 gedaald.